# Toronto Native Sons
Toronto Native Sons byl kanadský juniorský klub ledního hokeje, který sídlil v Torontu v provincii Ontario. V letech 1933–1942 působil v juniorské soutěži Ontario Hockey Association (později Ontario Hockey League). Své domácí zápasy odehrával v hale Maple Leaf Gardens s kapacitou 12 473 diváků.
Nejznámější hráči, kteří prošli týmem, byli např.: Bill Quackenbush, Al Dewsbury, Red Heron, George Parsons nebo Chick Webster.

## Přehled ligové účasti
Zdroj: 
- 1933–1938: Ontario Hockey Association
- 1938–1939: Ontario Hockey Association (Skupina 2)
- 1939–1942: Ontario Hockey Association